# التهاب المفاصل الإنتاني
التهاب المفاصل الإنتاني (بالإنجليزية septic arthritis) يعرف، أيضا، باسم التهاب المفاصل العدائي، أو «التهاب المفاصل الجرثومي» (infectious arthritis / bacterial arthritis). وهو مرض يصيب مفاصل الساقين، تسبب البكتريا في التهاب مفصل واحد من الساقين ويجب أن تعالج بسرعة شديدة قبل أن تسبب حدوث أي ضرر في المفصل. نوع البكتريا هو عنقودية ذهبية أو عقدية.

## الاعراض
- -الشعور بالبرد حرارة .
- -الم شديد.
- -تورم المفصل وارتفاع في درجة حرارة المفصل من جراء تراكم السوائل في داخل المفصل.
- -القشعريرة.
- -الإرهاق والضعف العام.
- -عدم القدرة بتحريك على المفصل المصاب.
- -احمرار وتهيج منطقة المفصل، سوية مع ارتفاع في درجة الحرارة موضعيا، في بعض الاحيان.
- -ارتفاع التعداد العام للكريات البيض CBC.
- -ارتفاع سرعة التثفل ESR .
- ارتفاع مؤشر البروتين الارتكاسي سي CRP.

## السبب
عند تلوث المفصل، تصبح المنطقة المحيطة به ملتهبة وملوثة. مصدر الالتهاب هو جرثومي. بشكل عام، يكون التلوث مركزا في مفصل واحد كبير، مثل الركبة أو الفخذ. ولكن، هنالك حالات ينتشر فيها التلوث المفصلي ويصيب عدة مفاصل في الجسم، تبعا لمصدر التلوث ووتيرة انتشاره.الجراثيم الاوسع انتشارا التي تسبب التلوث في المفاصل لدى البالغين والاطفال هي: العقدية (streptococcus)، العنقودية (staphylococcus) والمستدمية النزلية (Haemophilus influenza). هذه المكروبات (Microorganism) تنفذ إلى مجرى الدم وتسير فيه حتى تصل إلى منطقة المفصل، فتؤدي هناك إلى ردة فعل التهابية وتسبب اوجاعا حادة. وقد ينجم التهاب المفاصل العدائي (septic arthritis)، أيضا، عن عدوى فيروسية أو فطرية. الفيروسات التي قد تسبب التهاب المفصل العدوائي هي: فيروس اليرقان (hepatitis)، الهربس، فيروس العوز المناعي المكتسب (فيروس الايدز - HIV)، والفيروس الذي يسبب مرض النكاف (mumps).
المجوعات الأكثر عرضة للإصابة بتلوث المفاصل هم: الأطفال، المسنون، المرضى المصابون بامراض المناعة الذاتية أو المرضى المعالجون بادوية كابتة للجهاز المناعي. مرضى السرطان، السكري أو الاشخاص الذين يتعاطون المخدرات عن طريق الوريد يعتبرون أيضا من المجموعات المعرضة لخطر الإصابة بالتهاب المفصل العدوائي، بدرجة كبيرة.
تنجم اغلبية حالات التلوث في المفاصل عن عدوى بجرثومة من مصدر خارجي .و ممكن للأحياء الدقيقة والجراثيم الوصول لنسج الهيكل العظمي والعضلي عن طريق:
•	الجلد ( بوخز بالإبر والسكين والكسور المفتوحة )
•	الانتشار المباشر من بؤرة إنتانية قريبة من النسيج
•	الانتشار عن طريق الدم القادم من الجهاز التنفسي والهضمي والبولي
2-اسباب أخرى مهيئة لإنتان المفاصل:
•	الضعف العام وسوء التغذية
•	داء السكري
•	نقص المناعة
•	أدوية تثبيط المناعة
•	الركودة الدموية في الطرف
•	اضطرابات الأوعية المحيطية
•	نقص الحس
•	الرضوض

## العلاج
طريقة العلاج هي بسحب السائل الموجود في المفصل بواسطة الإبرة أي عن طريق الخزعة . ويجب إجراء فحص وزرع على السائل. يجب إعطاء مظادات الالتهابات مباشرة عن طريق الوريدوبعدهأعلى فترة شهرين إلى ثلاث على شكل حبات. يتم دخول الجرثومة إلى الجسم عن طريق حدوث جرح في الجسم أو عن طريق التهاب البلعوم أو حدوث ضربة شديدة على المفصل.زمن اساليب العلاج:
•إعطاء الأدوية والمضادات الحيوية الداعمة من المسكنات وخافضات الحرارة ومن هذه الأدوية جنتاميسين (Gentamicin) هو مضاد حيوي من نوع امينوغليكوزيد (Aminoglycoside). تعطى المادة عن طريق الحقن، بشكل عام في المستشفى، لعلاج التلوثات الصعبة أو المعقدة. وهي تشمل تلوثات الرئة، العظم.
•وضع جبيرة كوسيلة لتثبيت وإراحة الطرف المصاب
•ممكن التطرق لإجراء تفجير جراحي إذا تشكل خراج

## التشخيص
يتم تشخيص التهاب المفصل العدوائي (septic arthritis) بواسطة طريقتين اساسيتين. الأولى - جراحية وتشمل تصريف سائل المفصل (joint fluid) بواسطة ابرة جراحية خاصة، ثم إرسال السائل إلى فحوصات باثولوجية (للكشف عن امراض - Pathological). في الوضع الطبيعي يشكل سائل المفصل مادة مزلقة (Lubricant) تحمي نقطة الالتقاء / الاتصال بين المفاصل. في حالة نشوء التهاب في المفصل يحتوي هذا السائل على الجراثيم التي تسبب التلوث والتي يمكن عزلها في المختبر. يتم تحديد وتمييز نوع التلوث بواسطة المقارنة بين عدد كريات الدم البيضاء المتواجدة في السائل الملوث، وبين السائل غير الملوث.
طريقة التشخيص الثانية لالتهاب المفصل العدوائي هي بواسطة تقنيات التصوير، مثل: التصوير بالاشعة السينية (رنتجن – X ray)، التصوير بالرنين المغناطيسي Magnetic resonance imaging - MRI)) (يمكن من رؤية الضرر اللاحق بالمفصل) وفحوصات العد الدموي المختلفة التي تساعد في تحديد مدى حدة التلوث وخطورته.

## وصلات خارجية
- www.mayoclinic.com/health/bone-and-joint-infections/DS00545
- www.patient.co.uk/health/Septic-Arthritis.htm
- www.medicinenet.com/septic_arthritis/article.htm
- emedicine.medscape.com/article/236299-overview